# Kreatin
Kreatin je dusíkatá organická kyselina běžně se nacházející ve všech obratlovcích. Nejvyšší koncentrace dosahuje pak přímo ve svalové tkáni. Objevil ho a popsal roku 1832 Michel Eugene Chevreul. Nově objevená kyselina získala svůj název z řeckého „kreas“, což znamená maso. Zdrojem kreatinu z běžné potravy jsou především různé druhy masa (hlavně hovězí a vepřové). V rostlinách kreatin není obsažen. V souladu s tím byla i naměřena nižší hladina kreatinu v tělech vegetariánů. Dosud hlavní spatřovanou úlohou kreatinu v tělech obratlovců (tedy i lidí) je zásobování svalových a nervových buněk energií.

## Biosyntéza
Syntéza kreatinu se vyskytuje především v játrech a ledvinách. V průměru se vytvoří endogenně při odhadované rychlosti asi 8,3 mmol, resp. 1 gram na den u mladých lidí. Kreatin se také získává stravou rychlostí asi 1 gram denně z všežravé potravy. Většina zásob kreatinu a fosfokreatinu v lidském těle se nachází v kosterních svalech, zatímco zbytek je distribuován v krvi, mozku a jiných tkáních.
Kreatin není esenciální živinou, protože je přirozeně vyráběn v lidském těle z aminokyselin glycinu a argininu za podmínky, že methionin katalyzuje transformaci guanidinoacetátu na kreatin. V prvním kroku biosyntézy jsou tyto dvě aminokyseliny sloučeny enzymem arginin-glycin amidinotransferázou (AGAT, EC: 2.1.4.1) za vzniku guanidinoacetátu, který je poté methylován guanidinoacetát-N-methyltransferasou (GAMT, EC: 2.1.1.2), a to za použití S-adenosyl-methioninu jako donoru methylové skupiny. Kreatin samotný může být fosforylován kreatinkinázou za vzniku fosfokreatinu, který se používá jako energetický pufr v kosterních svalech a mozku.

Kreatin, který se syntetizuje v játrech a ledvinách, je transportován krví a zachytáván tkáněmi s vysokou energetickou náročností, např. mozek a kosterní sval, prostřednictvím aktivního transportního systému. Koncentrace ATP v kosterním svalu je obvykle 2–5 mM, což by vedlo ke svalové kontrakci v trvání pouze několika sekund. Během potřeby zvýšené energetické náročnosti systém fosfogen (ATP / PCr) rychle resyntézuje ATP z ADP za užití fosfokreatinu (PCr) reverzibilní reakcí s enzymem kreatinkinázou (CK). Ve skeletálním svalu mohou koncentrace PCr dosahovat 20–35 mM nebo více. Navíc ve většině svalů je ATP regenerační kapacita kreatinkinázy velmi vysoká, a proto není omezujícím faktorem. Přestože jsou buněčné koncentrace ATP malé, je obtížné zjistit jeho změny, protože ATP je nepřetržitě a účinně doplňován z velkých bazénů PCr a CK. Kreatin má schopnost zvyšovat zásoby svalů PCr, což potenciálně zvyšuje schopnost svalů resyntézovat ATP z ADP, aby uspokojily zvýšené požadavky na energii.

## Význam
Kreatin slouží jako makroergická sloučenina, zásobující velmi rychlou energií především svalovou tkáň, kde je potřeba v krátké době vynaložit poměrně velké množství ATP. Kreatin se v klidovém období fosforyluje účinkem ATP na kreatinfosfát, který se ukládá, a když je nárazově potřeba hodně ATP, je možné pomocí kreatinfosfátu zpětně vyrábět ATP fosforylací ADP za současné spotřeby kreatinfosfátu na kreatin. Tělo průměrného člověka obsahuje asi 120 gramů kreatinu / kreatinfosfátu; z toho asi 95 % ve svalové tkáni. Nový kreatin vzniká tempem asi 2 g/den.

## Potravní doplněk
Vzhledem k procesům, které kreatin v těle člověka ovlivňuje, začal brzy kreatin poutat pozornost sportovní medicíny a byl vyroben i v čisté podobě. Tak začala historie kreatinu monohydrátu jako doplňku stravy, a to nejen ve sportovní výživě. Potravní doplňky mohou nabývat práškové i tekuté formy, nabízí se i kreatinové tablety nebo žvýkačky. Užívání kreatinu je zcela legální a nepodléhá speciální kontrole. Přesto není zejména dětem a mladistvým s problémy se srdcem doporučován z principu předběžné opatrnosti. Mimo jiné totiž byly zaznamenány případy, kdy potravní doplněk obsahoval jiné účinné látky, než byly uvedeny na obalu. Čistá forma kreatinu monohydrátu může sloužit jako potravinový doplněk pro vegany, protože výrobní suroviny nejsou odvozeny od živočišných nebo rostlinných prvků.

### Terapeutické využití
Kreatin monohydrát (hydratovaný kreatin) se používá při škále různých nervosvalových zranění za účelem urychlení rehabilitace. Může se jednat o uskřípnutí nervů, dočasná ochrnutí apod., která vyžadují součinnost s odborným terapeutem, trénování (procvičování) postižené tkáně a jejichž náprava většinou trvá od 1 do 9 měsíců. Dle klinické studie zaměřené na osoby s různými svalovými dystrofiemi je použití čisté formy kreatinu monohydrátu užitečné při rehabilitacích po úrazech nebo při trvalých tělesných omezeních.

## Lékařské využití
Použití kreatinu pro léčebné účely (svalové, neurologické a kombinované choroby, artritida, infarktové stavy) bylo a stále ještě je zkoumáno. Některé studie ukazují, že kreatin by mohl zpomalovat nástup některých neurodegenerativních chorob. Výsledek experimentu byl připisován schopnosti kreatinu zvýšit dostupnost energie pro buňky, anebo blokaci chemické cesty, jež by vedla k úmrtí degenerovaných buněk. Jiná studie zjistila, že podávání kreatinu mírně zvyšuje fyzickou sílu u lidí postižených neurodegenerativními chorobami. Kreatin tak někdy užívají lidé trpící deficiencí GMAT, amyotrofickou laterální sklerózou, nemocí myasthenia gravis, svalovou dystrofií, Huntingtonovou chorobou, Parkinsonovou chorobou či McArdleovou nemocí. Klinická studie prokázala, že dodávání čisté formy kreatinu monohydrátu samostatně nebo ve spojení s cvičením, snižuje a oddaluje svalovou atrofii související s věkem, zlepšuje tělesnou hmotnost, svalovou sílu a současně také zvyšuje hustotu kostí.

## Nežádoucí vedlejší účinky
- Zvýšení tělesné hmotnosti způsobené dodatečnou retencí vody do svalu
- Potenciální svalové křeče / deformace / tahy
- Žaludeční nevolnost
- Průjem
- Závrať
- Vysoký krevní tlak v důsledku zvýšené spotřeby vody[16][17]

Používání kreatinu zdravými dospělými v normálních dávkách nepoškozuje ledviny; jeho účinky na ledviny u starších lidí a dospívajících nebyly od roku 2012 dobře známy. Americká akademie pediatrie a Americká vysoká škola sportovní medicíny doporučují, aby osoby mladší 18 let nepoužívaly kreatin. Lidé s onemocněním ledvin, vysokým krevním tlakem nebo onemocněním jater by neměli užívat kreatin jako výživový doplněk. Přírůstek hmotnosti během prvního týdne se pravděpodobně přičítá většímu zadržování vody v důsledku zvýšené koncentrace kreatinu v séru. Dvě větší review vyvracejí, že by doplnění kreatinu mělo ovlivnit stav hydratace a toleranci tepla a vést k svalovým křečemi a průjmům.

### Sportovní využití
Užívání kreatinových doplňků zvyšuje svalovou koncentraci kreatinu. Užívání kreatinu ale nezvyšuje svalovou hmotu. Kreatin do jisté míry zvyšuje svalovou sílu, zejména při anaerobním (krátkodobém) sportovním výkonu. Dále zvyšuje svalovou hmotu, ale pouze tím, že zvyšuje zadržování vody ve svalstvu. Nová studie o vlivu kreatin monohydrátu, syrovátkových proteinů a maltodextrinu na růst svalové hmoty přepisuje dosud zažité dávkování. Došlo se ke zjištění, že stačí mnohem menší denní příjem kreatin monohydrátu než bylo dosud uváděno.
Při sportu je užíváno více přípravků obsahujících kreatin a to těchto:
- kreatin monohydrát (čistý kreatin bez jakéhokoliv přídavku)
- kre-alkalyn (kreatin monohydrát s přidávanou jedlou sodou – soda bikarbona)
- kreatin ethylester (vyráběný reakcí s ethanolem)